# Заруба Юрій Володимирович
Ю́рій Володи́мирович Зару́ба (21 квітня 1914, Нова Прага — 13 травня 1973, Київ) — український письменник, дипломат, організатор кіновиробництва. Член Спілки письменників України, відповідальний редактор газети ЦК КПУ «Радянська Україна».

## Біографія
Народився 21 квітня 1914 р. в селі Нова Прага Кіровоградської області в родині залізничника. Семирічну школу закінчив в 1928 році в місті Олександрії. Потім навчався в Кам'янському (Дніпродзержинському) металургійному технікумі, який закінчив у 1933 році. У 1933 — 1934 роках молодим спеціалістом працював у доменному цеху заводу «Запоріжсталь». У 1934 — 1935 роках працював  у радгоспі в Азербайджанській РСР.
Працював в органах преси з 1935 року (в газетах «Молодь України», «Радянська Україна», журналах «Блокнот агітатора», «Комуніст України») та в Держкіно УРСР.
У 1941—1942 роках навчався в Українському інституті іноземних мов у Харкові.
У 1943—1945 роках — заступник відповідального редактора газети «Молодь України».
У 1945—1948 роках — слухач Вищої партійної школи при ЦК ВКП(б).
У 1948—1951 роках — відповідальний редактор журналу «Блокнот агітатора».
У 1951—1952 роках — заступник відповідального редактора журналу «Більшовик» («Коммунист Украины»).
У 1953—1963 роках — перший секретар, завідувач відділу преси Міністерства закордонних справ Української РСР.
У січні 1963 — травні 1965 року — відповідальний редактор газети ЦК КПУ «Радянська Україна».
У 1965—1967 роках — головний редактор сценарно-редакційної колегії Комітету по кінематографії при Раді міністрів Української РСР.
З 1967 року очолював відділ преси МЗС УРСР. Був членом Спілки письменників України з 1952 року.
Помер 13 травня 1973 р. в Києві.

## Нагороди та відзнаки
- два ордени «Знак Пошани» (4.05.1962)
- Почесна грамота Президії Верховної Ради Української РСР (20.04.1964)